# Мантейе
Мантейе́ (фр. Manteyer, окс. Manteier) — коммуна во Франции, находится в регионе Прованс — Альпы — Лазурный Берег. Департамент коммуны — Верхние Альпы. Входит в состав кантона Гап-Кампань. Округ коммуны — Гап.
Код INSEE коммуны — 05075.

## Население
Население коммуны на 2008 год составляло 414 человек.
| 1962 | 1968 | 1975 | 1982 | 1990 | 1999 | 2008 |
| ---- | ---- | ---- | ---- | ---- | ---- | ---- |
| 193  | 200  | 178  | 211  | 222  | 305  | 414  |

## Экономика
В 2007 году среди 258 человек в трудоспособном возрасте (15—64 лет) 194 были экономически активными, 64 — неактивными (показатель активности — 75,2 %, в 1999 году было 77,3 %). Из 194 активных работали 186 человек (99 мужчин и 87 женщин), безработных было 8 (2 мужчин и 6 женщин). Среди 64 неактивных 23 человека были учениками или студентами, 19 — пенсионерами, 22 были неактивными по другим причинам.